# Naturvolk

Die ersten Kontakte zu staatenlosen Stammesvölkern führten zur Bezeichnung Naturvolk („Australia: the first hundred years“, A. Garran, 1886)

Mit dem Sammelbegriff Naturvölker werden traditional orientierte Ethnien der Gegenwart sowie alle historischen Lebensverbände bezeichnet, die außerhalb oder vor dem Beginn der industrialisierten Zivilisation leben oder lebten (dementsprechend werden einzelne Angehörige eines Naturvolks gelegentlich auch als Naturmenschen bezeichnet). Die nähere Bestimmung und die Verwendung der Bezeichnung ist abhängig vom jeweiligen Zusammenhang:
1. Die gegenwärtige Ethnologie hat sich von dem ursprünglichen Fachbegriff distanziert, da er mittlerweile als veraltet, uneinheitlich oder abwertend (pejorativ) angesehen wird. Im späteren 19. Jahrhundert wurde der Begriff zur Abgrenzung der angeblich überlegenen, europäischen „Kulturvölker“ von „primitiven“ Völkern benutzt (siehe auch: Eurozentrismus). Im 20. Jahrhundert versuchten einige Autoren, Naturvolk ohne pejorative Nebenbedeutung als Sammelbegriff für traditionell subsistenzorientierte Jäger und Sammler, Feldbauern und Hirtennomaden zu etablieren.[A 1] Die frühere Assoziation zu „kulturlosen Völkern“ wurde jedoch nie vollständig überwunden.[2][3]
2. Als konventioneller Oberbegriff für „nicht-industrialisierte Menschengruppen abgelegener Wildnisregionen mit naturverbundenen Versorgungsstrategien“ wird die Bezeichnung außerhalb der ethnologischen Wissenschaft weiterhin verwendet.[4][2] Diese ökologisch-ökonomische Bestimmungskomponente spielt bei der Mehrzahl der heutigen Verwendungen die entscheidende Rolle (siehe: „Naturvolk“ als populäre Bezeichnung).[5][6]

Naturvolk war ursprünglich ein kulturkritischer Begriff der europäischen Aufklärung. Die Wortschöpfung wird Herder zugeschrieben; lexikalisch ist er erstmals 1777 belegt. Die grundlegenden Ideen dazu stammen von Rousseau und anderen Vordenkern der Aufklärung. Der Zivilisation des 18. Jahrhunderts wurde mit der romantischen Vorstellung des „edlen Wilden“ ein Gegenbild des Menschen in seinem ursprünglichen Naturzustand entgegengehalten.
Das Wort Naturvolk kommt im deutschen Sprachraum, im niederländischen (natuurvolk) und skandinavischen (naturfolk) Sprachraum vor sowie in der Form naturels in der französischen Sprache. Ursprünglich gab es keine Entsprechung im Englischen.
Im englischsprachigen Raum existiert in Ökologie und Anthropologie seit 1976 der Begriff ecosystem people („Ökosystem-Menschen“), der alle Ethnien bezeichnet, die auf traditionelle, subsistenzorientierte Weise ausschließlich von den Ressourcen eines oder weniger benachbarter Ökosysteme leben. Diese Definition schließt die konventionell so genannten „Naturvölker“ mit ein. Lediglich die vage Beschränkung auf abgelegene Wildnisgebiete fehlt. Der Wissenschaftliche Beirat der Bundesregierung Globale Umweltveränderungen setzte die „sog. Naturvölker“ mit den Ökosystem-Menschen gleich. In der deutschen Literatur hat sich der neue Begriff allerdings bislang nicht etabliert.
Als populärer Ersatz für die umstrittene Bezeichnung Naturvolk werden vor allem die beiden Bezeichnungen Ethnie oder indigene Völker (französisch peuples autochtones) verwendet. Für eine differenzierte Benennung mit Bezug zur Lebensweise der Menschen sind diese Begriffe jedoch nicht geeignet, da zu allgemein und demnach ihrerseits irreführend oder gar falsch. Darüber hinaus wurden verschiedene alternative Bezeichnungen für nicht-industrielle Gruppen entwickelt, die je nach fachlichem Zusammenhang (Ethnologie, Soziologie, Politik, Menschenrechte, Ökologie) verwendet werden.

## Die BezeichnungNaturvolkim ethnologischen Kontext

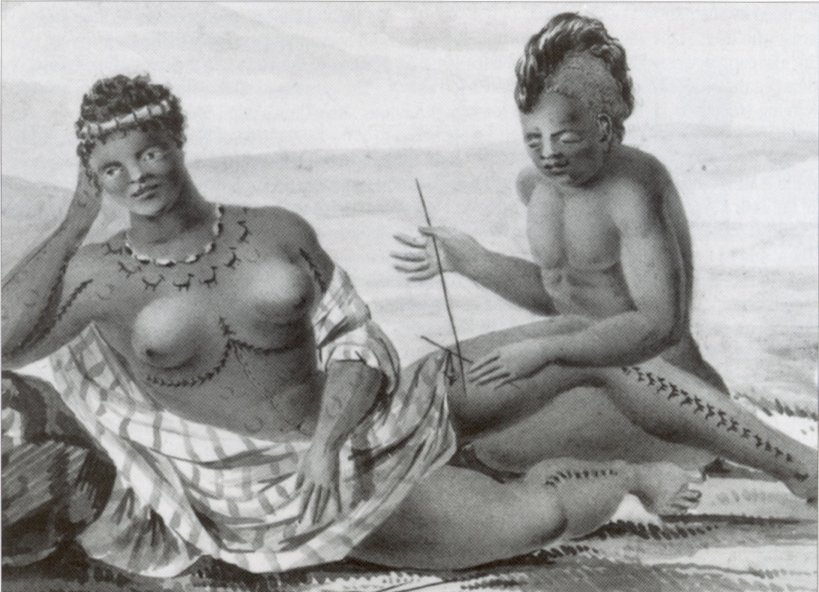
Der Titel dieser Kohle- / Tuschezeichnung von Jacques Arago aus dem frühen 19. Jahrhundert enthält die Bezeichnung „les Naturels“, das französische Pendant zum Ausdruck „Naturvölker“.

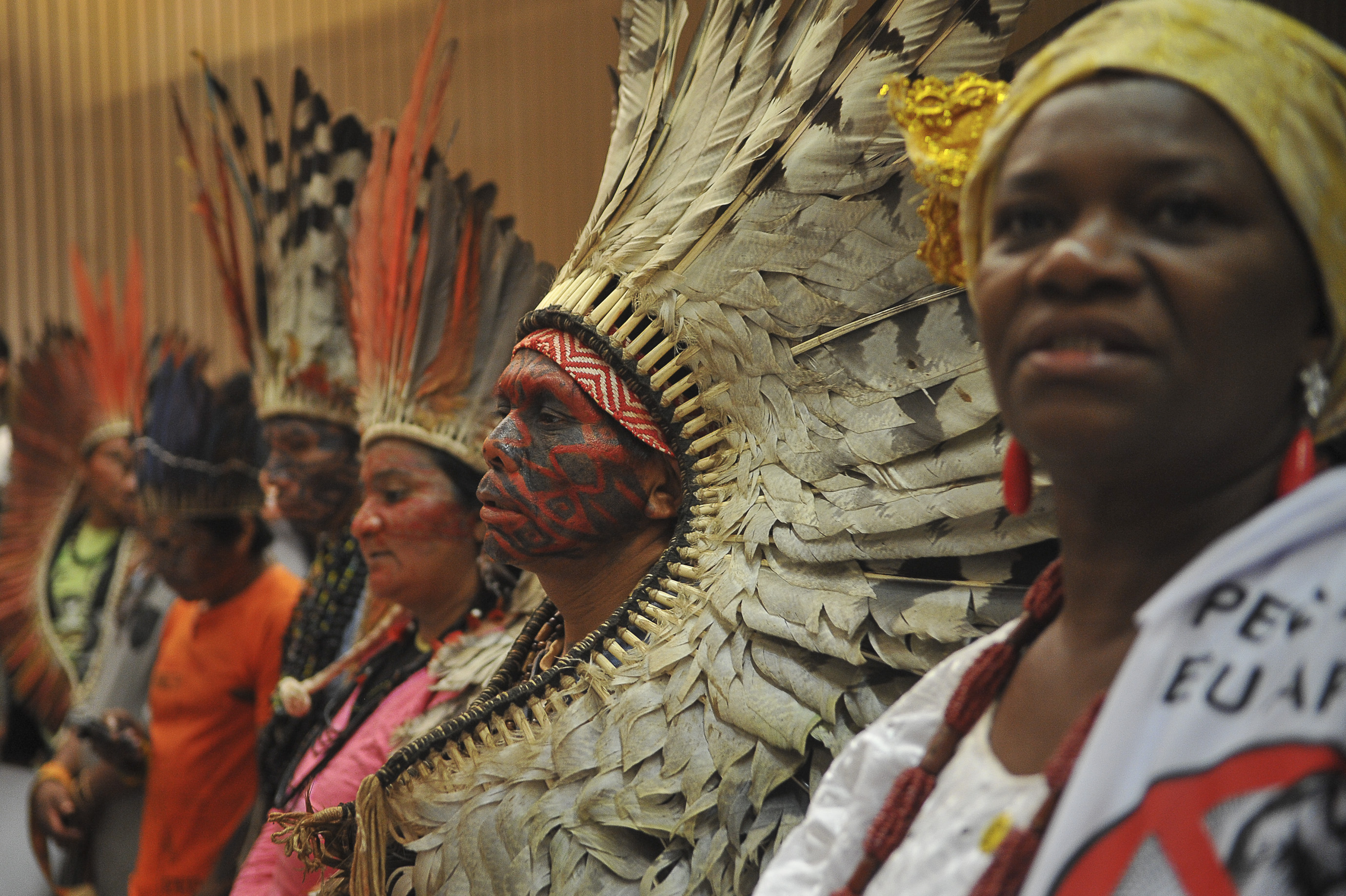
Zu den anerkannten „traditionellen Völkern und Gemeinschaften“ Brasiliens (die oftmals unkorrekt als „Naturvölker“ bezeichnet werden) gehören auch Nachkommen afrikanischer Sklaven.

Waren die „Naturvölker“ in der Anfangszeit der Forschungsgegenstand der Völkerkunde schlechthin, so haben sich die gegenwärtigen Ethnologen von dieser Bezeichnung weitestgehend distanziert.
Das im kategorialen Denken zentrale gegensätzliche Begriffspaar (Dichotomie) Natur ↔ Kultur legt den Gegensatz Naturvolk ↔ Kulturvolk nahe, der auch falsche Vorstellungen befördert hat: Es gibt weder kulturlose Völker noch mehr oder weniger stark von der Natur abhängige Völker. Bereits Herder und Voltaire, der unter dem Eindruck des Werks La Araucana („Die Araukanerin“) von Alonso de Ercilla y Zúñiga stand, machten Front gegen die Vorstellung eines solipsistischen rohen und räuberischen Naturmenschen, welcher selbst Kant und Hegel unterlegen waren: Auch im Naturzustand verfüge der Mensch über Sprache, daher über Vernunft, Bildung und Tradition. Auf diesen offensichtlichen Widerspruch deutete auch der Titel des Werkes Die Kultur der Kulturlosen von Karl Weule (1910) hin.
Die Karriere des Begriffspaars Natur – Kultur fällt zusammen mit der Verarbeitung der Differenz- und Fremdheitserfahrung durch Herausbildung der Völkerkunde und Völkerpsychologie in Deutschland, repräsentiert durch den Philosophen Franz Theodor Waitz und den Geographen Moritz Ludwig Frankenheim. Frankenheim unterscheidet drei verschiedene Entwicklungsstadien von Völkern auf dem Weg zur Humanität von der reinen Selbsterhaltung der Naturvölker über die Entwicklung des geistigen Strebens bei den Kulturvölkern hin zu einer erst in Anfängen vorhandenen Klasse von Menschen, die eine Vorstellung von der Einheit des Menschengeschlechts entwickeln. Waitz gelangt zu seinem Typus des Naturmenschen durch Abstraktion von der Kultur und Analogiebildung zu einem „unerzogenen“, egoistischen Kind. Von diesem Zustand ausgehend gebe es verschiedene Bildungsstufen ohne feste Grenzen zwischen ihnen.
Auch neuere evolutionistische Ansätze sahen in den Naturvölkern weniger hoch entwickelte Kulturen. Man sah die Abhängigkeit der Naturvölker von regionalen Ressourcen und die geringere regionale Abhängigkeit moderner Industriegesellschaften. Betrachtet man jedoch neuere Formen von Abhängigkeit von Natur wie Umweltkatastrophen (Klimawandel, Ozonloch, Übersäuerung der Meere), scheint dieses Kriterium von Höherentwicklung fraglich. Abhängigkeit von Natur stellt demnach kein gutes Kriterium für Höherentwicklung dar und kann auch Naturvölker nicht treffsicher von Industriegesellschaften unterscheiden.
Den entscheidenden Durchbruch brachte 1871 die Veröffentlichung Primitive Cultures von Edward Tylor, der den Blick darauf lenkte, dass den Kulturvölkern eine Pluralität von Kulturen der sogenannten „Naturvölker“ gegenüberstehe, die ausnahmslos über kulturintegrative Institutionen verfügen würden.
Jeder der wiederholten Versuche, den Begriff zu retten, wurde im Laufe der Zeit als diskriminierend oder irreführend kritisiert.
Die analoge Bezeichnung „les naturels“ (wörtlich: „die Natürlichen“) wird in Frankreich ähnlich problematisch gesehen. Für Naturvolk und les naturels gibt es im englischsprachigen Raum eine Begriffsvielfalt mit zum Teil ähnlichen Benennungen, wie Natives („Ursprüngliche“), First Nations („Erste Nationen“), Tribal Peoples („Stammesvölker“) oder Aborigines („Ureinwohner“). In jüngster Zeit wurde in den USA die Bezeichnung ecosystem people eingeführt, die der konventionellen Bedeutung des Naturvolk-Begriffes in etwa entspricht.

### Naturvölkeroderindigene Völker?
Heute wird in der Ethnologie und in anderen Fachrichtungen, der Umweltbewegung oder im Kontext der Menschenrechte mangels einer prägnanten Alternative auch für traditionelle Bevölkerungsgruppen, deren Lebensweise sehr eng mit ihrer natürlichen Umwelt verflochten ist, häufig die allgemeine Bezeichnung „indigene Völker“ verwendet. Dies ist jedoch ebenfalls nicht korrekt, denn „indigen“ ist eine völkerrechtlich definierte politische Kategorie, die keinen Rückschluss auf die vorgenannte Lebensweise zulässt. Eine große Zahl der Indigenen hat heute einen westlichen Lebensstil. Darüber hinaus ist der Begriff „indigen“ in diesem Zusammenhang bisweilen sogar unzutreffend, wie beispielsweise für die brasilianischen Quilombolas – Nachkommen afrikanischer Sklaven, die nach der geltenden Definition nicht als Indigene betrachtet werden dürften.

## Begriffsgeschichte

### Naturvolkzur Zeit der Aufklärung

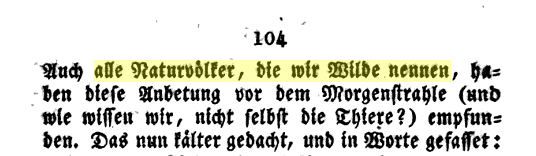
Auszug aus Herders „Älteste Urkunde des Menschengeschlechts“

Die Bezeichnung Naturvolk stammt aus dem Zeitalter der Aufklärung und findet sich erstmals 1777 im Wörterbuch von Johann Christoph Adelung. Die Wortschöpfung wird nach zwei bekannten Quellen gemeinhin Johann Gottfried Herder zugeschrieben, der sie selbst allerdings nur ein einziges Mal 1774 in dem Satz „Auch alle Naturvölker, die wir Wilde nennen […]“ verwendete. Die synonyme Bezeichnung Naturmensch gebrauchte er an drei Stellen. Da die Bezeichnung in der deutschen Literatur der Aufklärungszeit äußert dürftig vertreten ist, könnte laut Hans Plischke auch eine Übernahme aus dem Französischen denkbar sein: nach Jean-Jacques Rousseaus les naturels.
Ursprünglich sollte die Bezeichnung Naturvolk einen neutralen Ersatz für so negativ besetzte Worte wie Barbaren, Heiden oder Wilde schaffen:

„Das Naturvolk […] ein im Stande der Natur, ohne merkliche bürgerliche Verfassung lebendes Volk, dergleichen Völker und Menschen gemeiniglich Wilde genannt werden.“

Hintergrund dieser Begriffsbildung war die Zivilisationskritik des 18. Jahrhunderts, die in den Naturvölkern ein ideales Gegenbild zur Gegenwart fand: Das Leben unserer Ahnen sei noch frei von Künstlichkeit und gesellschaftlicher Ungleichheit gewesen, kannte weder Eigentum noch fremdbestimmte Arbeit. Dieses Gegenbild kritisierte zum einen die so empfundene zeitgenössische Dekadenz und zum anderen die negative Sicht des Naturzustandes der damaligen Naturrechtstheoretiker Hobbes und Pufendorf. Nach Hobbes Auffassung war der Anfangszustand der Menschheit ein elendes, hassenswertes und trostloses Leben, das es möglichst schnell zu verlassen galt, um zum geregelten bürgerlichen Leben zu finden; für Pufendorf war zuverlässiger Frieden über den Kreis der engeren Verwandtschaft hinaus im Naturzustand nicht gewährleistet. Für Rousseau hingegen war der bürgerliche Mensch der depravierte (zunehmend verdorbene) Mensch, der wider die Natur lebt. Während der „wilde Mensch“ nur „Ruhe und Freiheit“ atme, sei der Bürger „immer aktiv, schwitzt, hetzt quält sich unablässig, um sich noch mühsamere Beschäftigungen zu sichern; er arbeitet bis zum Tode…“

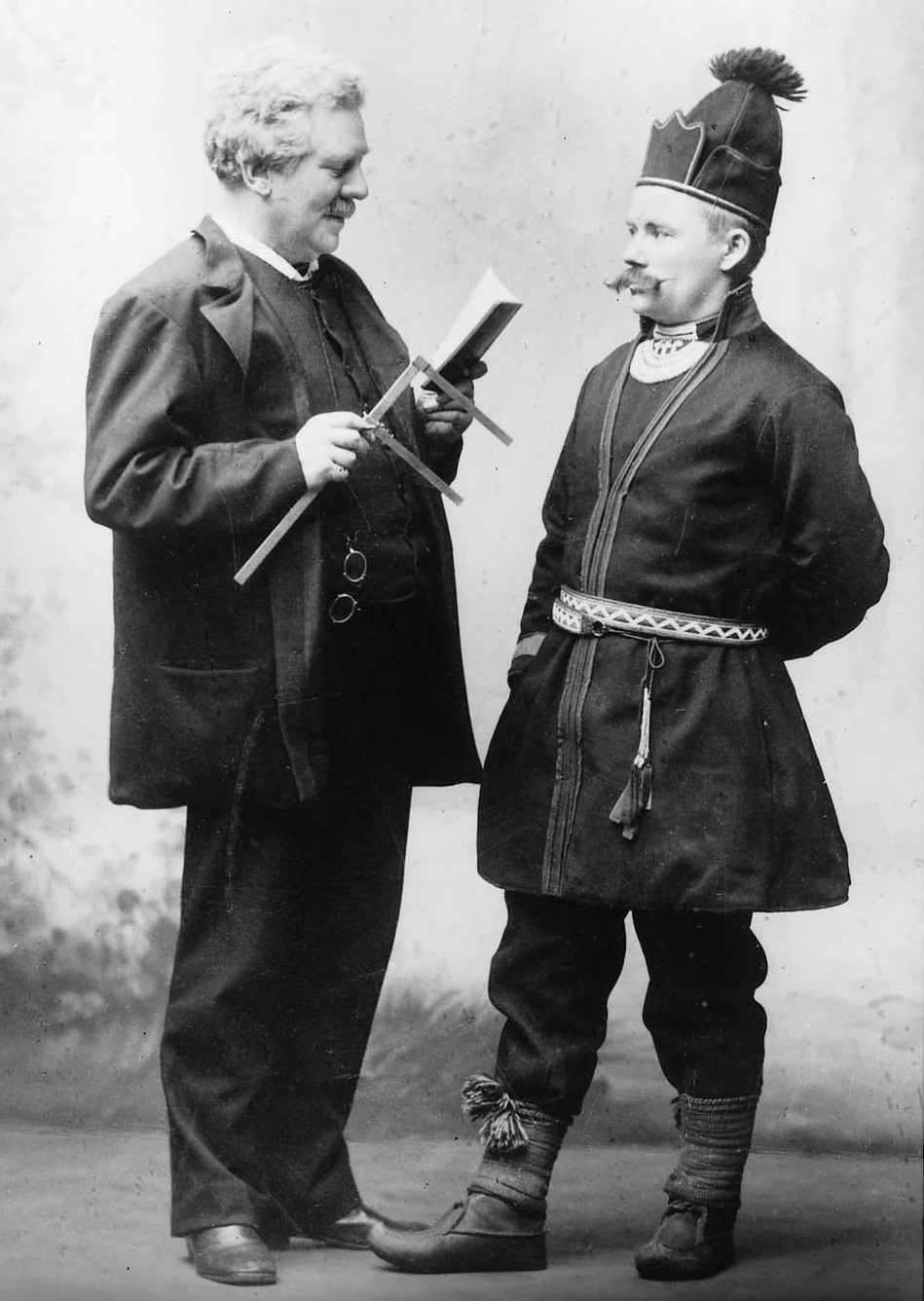
Lange Zeit versuchten Forscher, eine Unterentwicklung sogenannter „schriftloser Völker“ anhand von Körpermerkmalen zu beweisen (Gustaf Retzius mit Schädelmessgerät neben einem Sámi. ca. 1870 – 1890)

In den Begriffen „Naturvolk“ und „Naturzustand“ äußere sich eine Unzufriedenheit mit dem zivilisierten Zustand und ein Gefühl dafür, dass die Menschheit schon einmal bessere Tage gesehen habe. Und „diese Gesinnung“, schreibt Rousseau, „wäre eine Lobrede auf deine Vorfahren, eine Kritik an deinen Zeitgenossen.“ Damit reflektiert er auf Grundlage der Einsicht in die Geschichtlichkeit des Menschen die Frage, für welche Welt dieser eigentlich geschaffen sei. Was für uns heute selbstverständlich ist, wurde damals das erste Mal versucht: die Antwort auf die Frage nach dem Anfang der Menschheit wird nicht in Mythen oder der Bibel gesucht, sondern in der historischen Evolution unserer Ahnen aus ihrer frühen Lebensform als Wild- oder Feldbeuter.
Als beispielhaft für das Leben der Naturvölker im Naturzustand wurde im 18. Jahrhundert allgemein die Kariben angesehen, ein damals weitverbreitetes Indianervolk.
Durch die Ideen der Aufklärung wurde eine Neubewertung der Naturvölker angestoßen. Bis dahin waren ihre Beurteilung und der Umgang mit ihnen durch Kolonialismus und Missionierung bestimmt. Rousseau ist zwar kein Ethnologe, seine Schriften sind voller Vorurteile und arroganter Einstellungen. Dennoch war sein Entwurf ein historisch bedeutender Versuch, zu einer wertschätzenderen Beurteilung unserer Ahnen zu kommen. Ein neues Forschungsinteresse an diesen Völkern entstand, der Boden für die folgende Völkerkunde wurde bereitet. Claude Lévi-Strauss konnte daher über Rousseau sagen: „Er ist unser aller Vater.“

### Völkerkunde und evolutionistische Theorien
Mit den Werken Völkerkunde (1852) von Moritz Ludwig Frankenheim und Anthropologie der Naturvölker (1859–1872) von Theodor Waitz wurde die Bezeichnung als allgemein anerkannter Fachbegriff in der deutschen Völkerkunde eingeführt. Während Frankenheim – seiner Zeit voraus – den Schwerpunkt auf die Naturabhängigkeit legte, erhob Waitz die angebliche Kulturlosigkeit zum wesentlichen Merkmal. Gleichwohl fasste er auch sogenannte „Hochkulturen“ wie die Azteken, Maya und Inka darunter. Bereits damals wurde deutlich, wie missverständlich diese Bezeichnung ist.
Im Laufe des 19. Jahrhunderts wandelte sich diese Bedeutung unter dem Einfluss des Sozialdarwinismus und Imperialismus zu einem Verständnis, das in der modernen Ethnologie als abwertend betrachtet wird. „Naturvölker“ wurde zum Begriff der Rassenlehre und Humanbiologen versuchten den angebliche niederen evolutionären Entwicklungsstand empirisch anhand von körperlichen Merkmalen zu beweisen. Noch 1908 stand in Meyers Konversationslexikon:
„Naturvölker sind im Gegensatz zu den Kulturvölkern die tiefere, primitive Schicht der Menschheit. Eine scharfe Sonderung beider Schichten ist nicht möglich, da die Kulturvölker aus sehr verschieden begabten Individuen zusammengesetzt sind […]. Körperliche Unterschiede kommen kaum in Betracht, um so mehr geistige. Die Neigung zur Arbeit und meist auch zum Fortschritt vererbt sich im allgemeinen bei den Angehörigen der Kulturvölker schließlich als eine Art Gehirndisposition, die den langsam oder gar nicht fortschreitenden, mit ihrem Zustand zufriedenen Naturvölkern fehlt.“
Es gab jedoch schon im 19. Jahrhundert immer wieder Stimmen, die diese Position bezweifelten. So schrieb der Geograph Friedrich Ratzel 1885: „Naturvölker sind kulturarme Völker, und es können Völker von jeder Rasse, von jedem Grade natürlicher Ausstattung entweder noch nicht zur Kultur fortgeschritten oder in der Kultur zurückgegangen sein.“ Im Brockhaus Lexikon von 1932 stand die Empfehlung, die Bezeichnung „schriftlose Völker“ vorzuziehen.

### Anpassung an die Natur

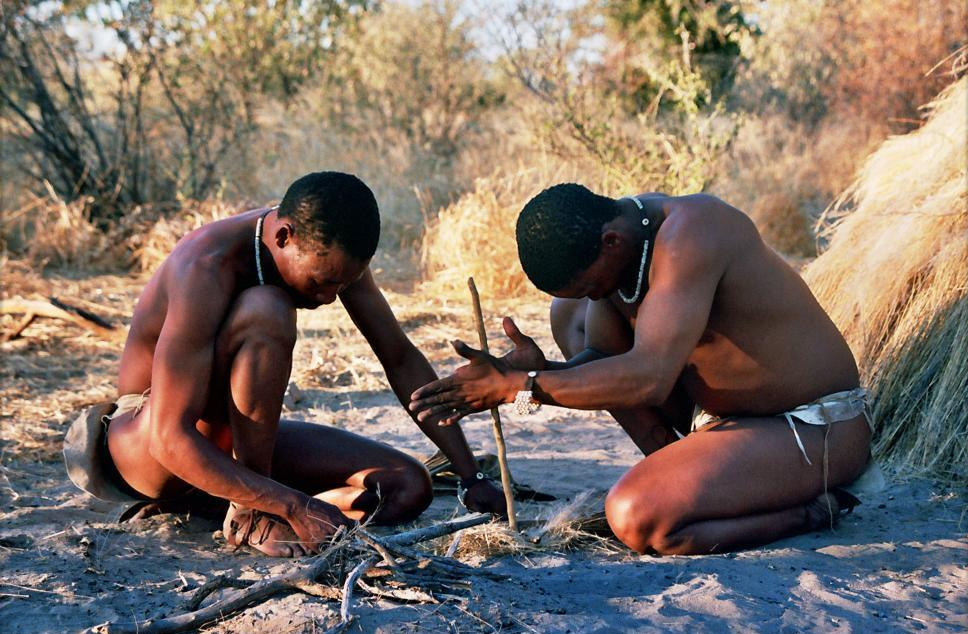
Seit Mitte des 20. Jahrhunderts wurde verstärkt versucht, den Begriff auf die naturnahe Lebensweise lokaler Gemeinschaften zu beziehen. (Traditionelle San aus Botswana benötigen zum Leben nur Materialien aus ihrer direkten Umwelt)

Nach dem Zweiten Weltkrieg deutete sich ein Wandel zu einer allgemein positiveren Auslegung an, beispielsweise wird 1947 im Schweizer Lexikon bereits von „Anpassung an die Natur“ gesprochen und nicht mehr von „Abhängigkeit“.
Der Ausformulierung in diesem Sinne, die der deutsche Soziologe Wilhelm Emil Mühlmann 1964 schuf, haftet jedoch wieder eine abwertende Note an:
„»Naturvölker« kann als konventionalisierter Pauschalbegriff beibehalten werden, wenn man darunter eine Lebensform versteht, einen ökologischen Typus von Menschen, deren technisch-zivilisatorischen Mittel so schwach sind, daß sie eine noch in hohem Grade passive Anpassung an die gegebenen, naturumweltlichen Bedingungen erzwingen.“
Für den 1968 erschienenen 5. Band des Westermann-Lexikon der Geographie verfasste Waldemar Stöhr eine ausführliche Auseinandersetzung mit dem Begriff Naturvolk. Er spricht bereits von einem „Hilfsbegriff“, den man nach Möglichkeit vermeiden sollte:
„Der Begriff N[aturvolk] ist nicht nur vage und verschwommen, sondern auch unzutreffend und in sich widerspruchsvoll, dennoch wird er wohl oder übel beibehalten, weil es bisher noch nicht gelungen ist, einen besseren zu finden. […] Man findet ihn nur selten, ohne daß er in Anführungszeichen gesetzt oder mit einem »sog.« eingeschränkt ist.“
Bis in die 1980er-Jahre wurde die Bezeichnung in der Ethnologie im Sinne von „(zumeist außereuropäische) Völker mit einfachen politischen und wirtschaftlichen Organisationsformen, sowie einer nicht-industriellen Technologie“ verwendet. Im 20. Jahrhundert bedeutungsgleich verwendete Bezeichnungen bzw. Konkretisierungen des Naturvolk-Begriffes, die ebenfalls von heutigen Wissenschaftlern weitestgehend vermieden werden, waren primitive, archaische, schriftlose Kulturen sowie geschichtslose Völker.
Im Taschenwörterbuch der Ethnologie von 1982 findet sich die Bezeichnung nicht mehr.
1984 versuchte der deutsche Ethnologe Klaus E. Müller den Begriff neutral zu definieren:
„‚Naturvölker‘ (bzw. ‚naturvölkische Gesellschaften‘ u. ä. Wendungen), [… sind] Gruppen, die […] zum Zeitpunkt ihrer Erforschung von Einwirkungen seitens der modernen Industriezivilisationen noch weitgehend unbeeinflusst gewesen [… sind].“ Müller legte den Schwerpunkt eindeutig auf die Lebensweise „unmittelbarer in und mit der Natur“ sowie auf die Subsistenzweise der Menschen. Insofern setzt er die „naturvölkischen Gesellschaften“ mit Wild- und Feldbeutern, Pflanzern und Hirtennomaden gleich. Diese Vorstellung deckt sich mit der populären Verwendung, fand aber gleichwohl in der Wissenschaft zunächst keinen Konsens.
Das Neue Wörterbuch der Völkerkunde belegt 1999 die endgültige Aufgabe der Bezeichnung in der Ethnologie:

„Naturvolk ist ein ursprünglich zur Vermeidung von pejorativen Bezeichnungen wie »Wilde« oder »Primitive« in die Ethnologie eingeführter Begriff, der aber durch den impliziten Gegensatz zu Kulturvölkern schnell selbst fragwürdig wurde. Da es tatsächlich keine kulturlose menschliche Gruppe gibt, versuchte man sich in verschiedenen konzeptionellen Umwidmungen, so z. B. Richard Thurnwalds »Völker geringerer Naturbeherrschung«. Legt man allerdings unter heutiger ökologischer Perspektive den Verbrauch nichterneuerbarer Energien als Maßstab für den nachhaltigen Umgang mit Natur an, so erscheinen die »Naturvölker« in der Regel als wesentlich effizienter in der Ressourcennutzung als »Hochkulturen«. Die Grenzziehung erweist sich somit als künstlich und beruht auf Wertentscheidungen. Die Unterscheidung zwischen Kultur- und Naturvölkern ist wissenschaftlich nicht mehr aufrechtzuerhalten.“

So wird heute in Deutschland vielfach auch der Begriff der „naturvölkischen Kultur“ verwendet, der das Spannungsfeld zwischen maximaler Naturanpassung und hochentwickelter materieller Kultur bzw. spezialisierter Wirtschaftsform deutlich macht.

## „Naturvolk“ als populäre Bezeichnung

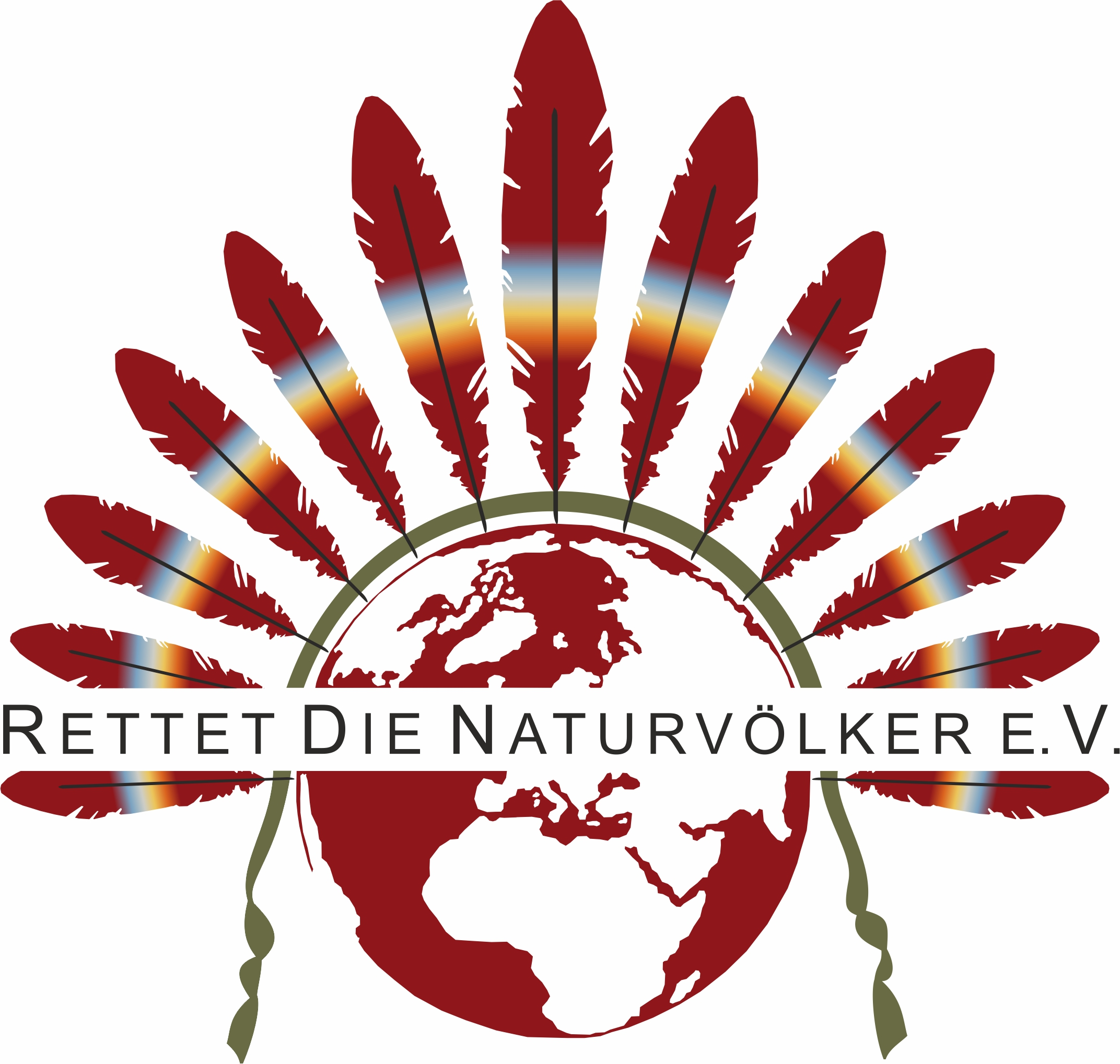
Der Verein „Rettet die Naturvölker“ hat die umstrittene Bezeichnung in seinem Namen verewigt. Die englische Übersetzung im Logo lautet Friends of Peoples Close to Nature (FPCN)

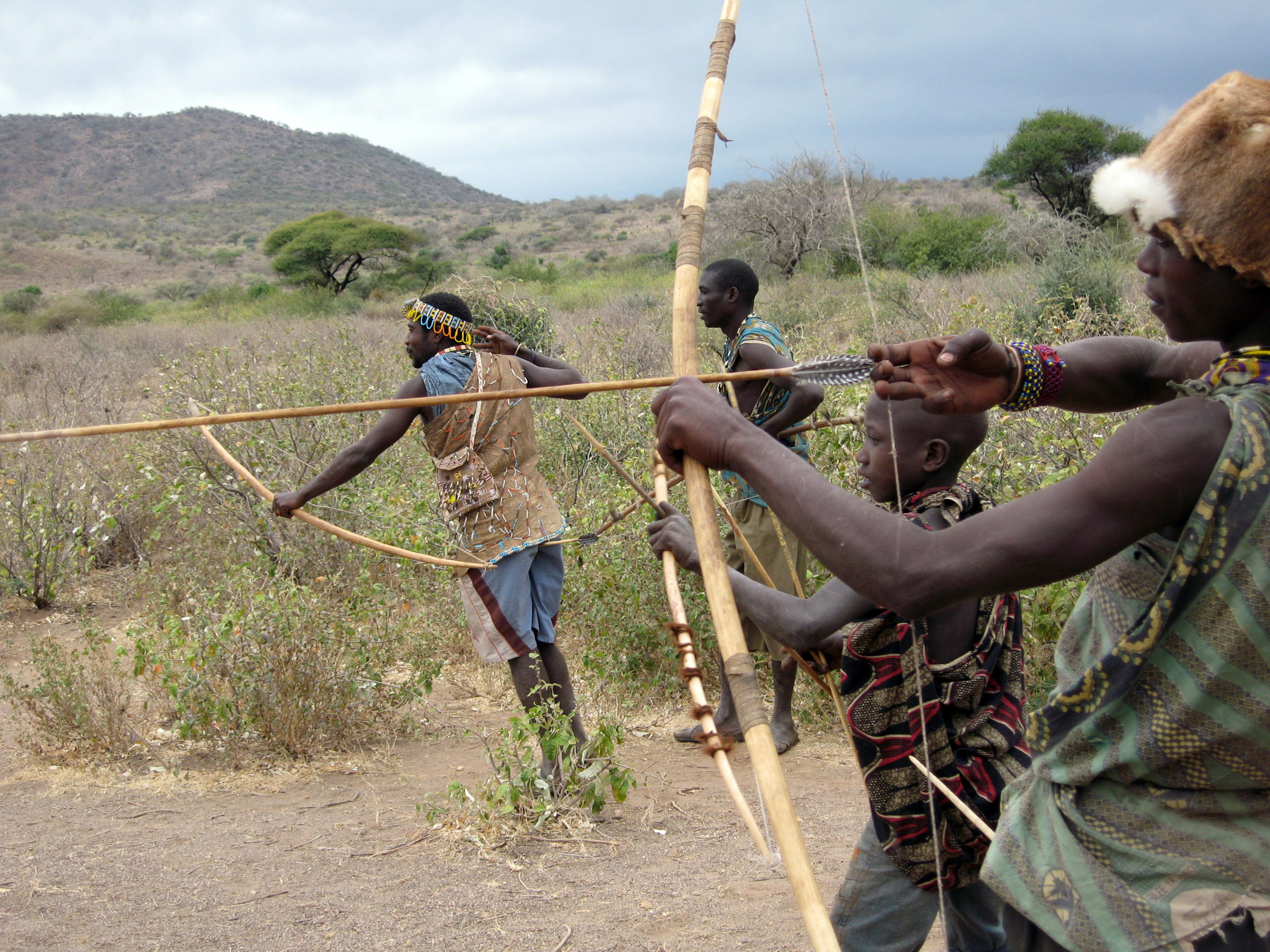
Die Hadza aus Tansania sind traditionelle Jäger und Sammler

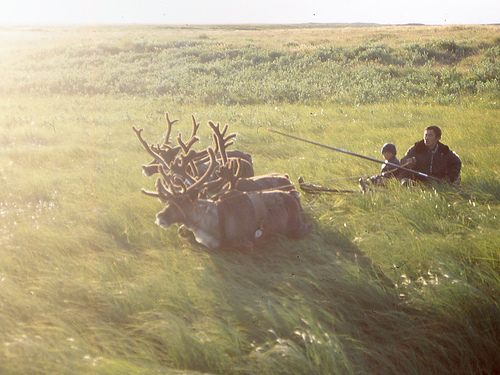
Nenzen aus Nordsibirien, traditionelle Rentierhirten

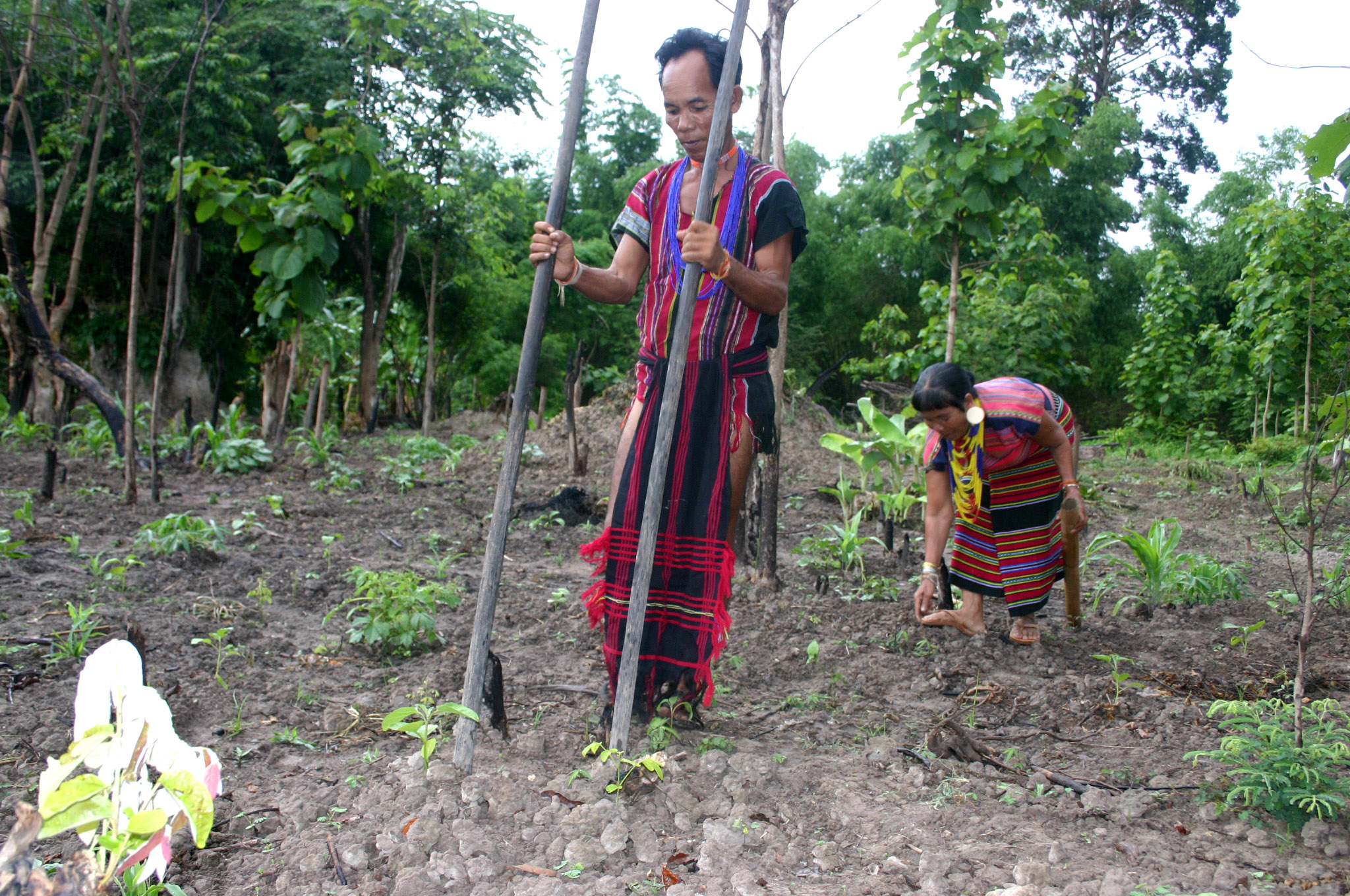
Bru-Ehepaar aus Laos beim traditionellen Feldbau

Die Menschenrechtsorganisation „Rettet die Naturvölker“ hat sich bewusst für die in Fachkreisen umstrittene Bezeichnung entschieden, geht es ihr doch ähnlich wie bei einigen populärwissenschaftlichen Büchern vorrangig um die Wiedererkennung eines populären Begriffs durch die Allgemeinheit.
In seltenen Fällen werden die Bezeichnungen „Naturvolk“ oder „Naturvölker“ in der Ethnologie noch als Hilfskonstrukt verwendet, in Anführungszeichen gesetzt oder durch das Adjektiv „sogenannte“ als irreführend gekennzeichnet.

Im konventionellen Sinne steht „Naturvolk“ als Oberbegriff für nicht-industrialisierte Gruppen abgelegener Wildnisregionen mit naturverbundenen Subsistenzstrategien. So wird er in den Massenmedien, und in populärwissenschaftlicher Literatur heute verwendet (Im Fall des Buches „Naturvölker heute“ (Bechtermünz, 2000) wurde der Titel des Originals „Traditional Peoples Today“ (Harpercollins, 1994) für den deutschen Markt offenbar bewusst falsch übersetzt).
Die gegenwärtigen Interpretationen folgen in ihrem deutlichen Bezug zu Ökologie („gering beeinflusste Naturgebiete“) und Ökonomie („naturverbundene Subsistenz“) dem Vorschlag des Ethnologen Klaus E. Müller (siehe: Müller, Begriffsgeschichte). Hinsichtlich der Begriffsproblematik Natur / Kultur wird häufig versucht, die Assoziation von Kulturdefiziten durch hervorgehobene positive Aussagen zu vermeiden, wie es der Ethnologe Karl-Heinz Kohl vorgeschlagen hat.
Am deutlichsten formuliert sind in diesem Zusammenhang die Einträge in der letzten Ausgabe der großen Brockhaus Enzyklopädie von 2006 und des Brockhaus Taschenlexikons von 2010: „Kleinere Kulturgemeinschaften, meist außerhalb Europas, die im Gegensatz zu Mitgliedern von Industriegesellschaften unmittelbar mit ihrer natürlichen Umwelt in Kontakt stehen, sie planvoll nutzen und i. d. R. pfleglich behandeln. Entsprechend den in der Natur erkannten Regeln erhält hier menschliches Verhalten Sinn und Struktur.“ Man beachte die Verbindung von „Naturvölkern“ und „Kulturgemeinschaften“: Der philosophische Streit um den angeblich unvereinbaren Gegensatz von „Natur ↔ Kultur“ wird hier nicht aufgegriffen. Im Anschluss an diese Definition übt auch der Brockhaus sogleich Kritik an der von ihm gewählten Bezeichnung, da „eine scharfe Trennung zwischen Naturvölkern und andere ethnischen Formationen kaum möglich ist.“
Die Zuordnung der so bezeichneten Völker ist jedoch je nach Quelle recht unterschiedlich und erscheint bisweilen willkürlich. Werden Aussagen zu ihrer Anzahl getroffen, liegen die Schätzungen zwischen 70 und 5.000 Völkern. An dieser enormen Spanne wird erkennbar, dass es bislang nicht gelungen ist, den Ausdruck „Naturvolk“ mit einem eindeutig abgrenzbaren Sinngehalt zu füllen.
Die Uneinheitlichkeit der populären Verwendung wird durch die verschiedenen Formulierungen in anderen Nachschlagewerken deutlich: So findet man im Onlinelexikon wissen.de unter „Naturvolk“: „(veraltet) Volk, das eine von der technischen Zivilisation unberührte Naturlandschaft bewohnt.“. Im selben Lexikon steht unter „Naturvölker“ (im Plural) zudem: „[…] Als neutraler wird die Umschreibung des Begriffs als Völker, die heute in Rand- oder Rückzugsgebieten leben und einen engen Bezug zu ihrer natürlichen Umwelt haben, angesehen. […]“ Im Duden online wird hingegen ein korrekter Begriff suggeriert und sogar eine überholte, abwertend-diskriminierende Definition verwendet: „Substantiv, Neutrum – Volk, Volksstamm, der (abseits von der Zivilisation) auf einer primitiven Kulturstufe lebt.“ Im Meyers Lexikon online stand 2009: „Naturvölker, kleinere Kulturgruppen, meist außerhalb von Europa, die unmittelbarer als Mitglieder von Industriegesellschaften mit ihrer natürlichen Umwelt in Kontakt stehen und diese in der Regel pfleglich behandeln. […]“
Sehr ausführlich ist die Erklärung im „Lexikon der Biologie“ von spektrum.de, wo die Bezeichnung als Synonym zum Stichwort „Traditionale Kulturen“ zu finden ist:

„Traditionale Kulturen oder traditionale Gesellschaften ist ein Sammelbegriff für Kulturen […] bzw. Gesellschaften mit unterschiedlichen Subsistenz-Strategien ohne originale Schriftkultur (Schrift), die – von den Einflüssen der technisch-zivilisierten Welt (Elektrizität, Verwaltung, Telekommunikation und andere Errungenschaften der Technologie) kaum oder gar nicht beeinflußt – zumeist in Kleinverbänden leben und die man wegen ihrer naturnahen Lebensweise auch als Naturvölker bezeichnet.[…]“

Auch in Schulbüchern wird „Naturvölker“ als scheinbar einfach erfassbarer Ausdruck bisweilen noch verwendet. Die Autoren versuchen dabei, die Begriffsproblematik zu heilen, indem sie die Kenntnisse und Fertigkeiten der so bezeichneten Menschen positiv hervorheben.

### „Naturvölker“ als Ökosystem-Menschen vs. Biosphären-Menschen

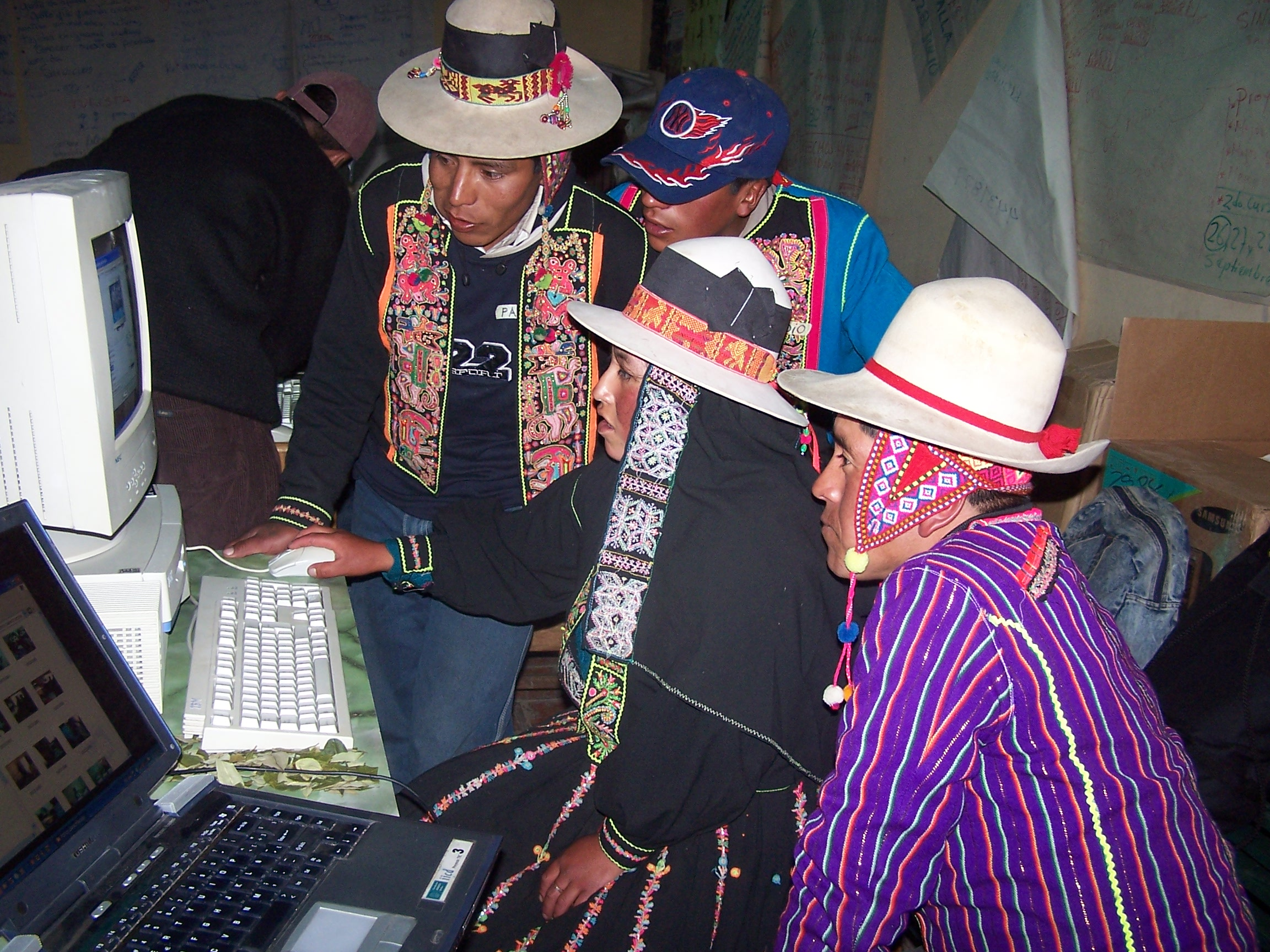
Die Einführung neuer Technologien und die Vernetzung mit der modernen geldbasierten Marktwirtschaft machen aus „Ökosystem-Menschen“ mit der Zeit „Biosphären-Menschen“

Der amerikanische Biologe Raymond Dasmann prägte 1976 den Begriff der Ökosystem-Menschen („ecosystem people“) anlässlich eines interdisziplinären Austausches zwischen Ökologen und Anthropologen. Er stellte fest, dass es einige wesentliche gemeinsame Merkmale für so unterschiedliche überlieferte Lebensweisen wie von Wildbeutern, Hirtennomaden oder traditionellen Garten- und Feldbauern gibt:
- Ökosystem-Menschen nutzen nur die Ressourcen eines oder weniger benachbarter Ökosysteme
- deren Nutzung erfolgt extensiv, energie- und ressourcenschonend (suffizient) und damit nachhaltig
- der Einfluss auf die Umwelt blieb über viele Jahrhunderte ohne negative Konsequenzen für die Existenzgrundlage der Menschen
- es bestehen verschiedene „naturreligiöse“ und soziale Praktiken, um diese fragile Balance zu bewahren.

Als Gegensatz zu den Ökosystem-Menschen prägt Dasmann den Begriff der „Biosphären-Menschen“. Das sind die Gesellschaften und Kulturen, die gemeinhin als Zivilisationen bezeichnet werden und die seit der Entstehung der ersten Hochkulturen ein gänzlich anderes Verhältnis zu ihrer Umwelt haben:
- die unmittelbar verfügbaren Ressourcen und Ökosysteme wurden übernutzt bis zur Degeneration ihrer Leistungsfähigkeit
- anschließend erfolgte (notgedrungen) eine Ausweitung auf benachbarte Ökosysteme – und so fort.

Ökosystem-Menschen sind von intakten Umweltbedingungen abhängig und spüren Störungen im Naturhaushalt unmittelbar. Demgegenüber nimmt Dasmann an, dass Biosphären-Menschen Umweltschäden in fernen Biotopen nicht direkt wahrnehmen und die Verringerung der Produktivität einzelner Ökosysteme zumeist anderweitig kompensieren. Sie verfügen laut Dasmann „über das Potential, die ganze Erde zu einem Paradies zu machen oder zu zerstören.“

Keine wilden Tiere, kein Urwald: Der Wandel zum Biosphären-Menschen beruht nicht zuletzt auf kollektivem Vergessen

Der Biosphären-Mensch leidet unter einer Schwäche des kommunikativen Gedächtnisses: Mitteleuropäer halten Wälder ohne Wölfe, Bären und Auerochsen für ebenso normal wie Sahel-Bewohner das Vorrücken der Sahara. Auf die gleiche Weise geht das traditionelle Wissen der Ökosystem-Menschen verloren. Stattdessen versucht die globale Gemeinschaft den Umweltproblemen mit Hilfe neuer Technologien zu begegnen, die trotz wissenschaftlicher Grundlage schlussendlich – ebenso wie die Jahrhunderte währenden Anpassungsprozesse der traditionellen Überlebensstrategien – dem Prinzip von „Versuch und Irrtum“ unterliegen.
Die Autoren des Wissenschaftlichen Beirates der Bundesregierung Globale Umweltveränderungen – die in Deutschland über eine hohe wissenschaftliche Diskussionsmacht verfügen – übernahmen 1999 die Begrifflichkeiten von Raymond Dasmann in ihr Hauptgutachten: Während die „Biosphären-Menschen“ eine gestörte Beziehung zur Natur und die Krise der Biosphäre herbeigeführt hätten, wird den „Ökosystem-Menschen“ eine harmonische Verwobenheit attestiert. Im Abschnitt „Traditionale Gesellschaften“ werden die „sog. Naturvölker“ mit den Ökosystem-Menschen gleichgesetzt.

#### Diskussion, Kritik und Nutzen

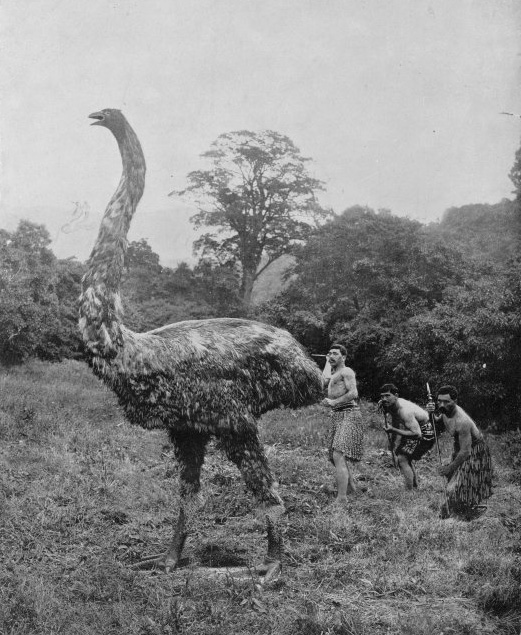
Nach der Besiedlung Neuseelands Ende des 13. Jahrhunderts rotteten die Māori in wenigen Jahrzehnten den Riesen-Laufvogel Moa aus. (Rekonstruierte Jagdszene für eine Ausstellung 1906–7)

Als Argument gegen Dasmanns Kategorisierung wird angeführt, dass Paläontologen und Archäologen das Aussterben vieler Tiere auch auf menschliche Einflüsse in prähistorischer Zeit zurückführen (siehe auch Overkill-Hypothese). Zumindest für isolierte Ökosysteme wie Inseln ist dies gut belegt. Dasmann erklärte dazu, dass Einwanderer in unbekannte Ökosysteme zuerst ihre Erfahrungen mit den neuen Verhältnissen sammeln müssen, bevor sich ein nachhaltiges Gleichgewicht einstellen kann.
Es ist offensichtlich, dass die Einteilung der Menschheit in nur zwei Kategorien stark vereinfacht und ebenso unzulässig ist wie eine strikte Abgrenzung von „Natur-“ im Gegensatz zu „Kulturvolk“. Raymond Dasmann betonte, dass die meisten Menschen irgendwo in diesem Spektrum zu finden sind und nicht an den beiden Polen.
Die britische Anthropologin Kay Milton sieht den Nutzen des Modells jedoch in der Verdeutlichung des historischen und noch fortschreitenden Prozesses der Expansion westlicher Lebensweisen in alle Winkel der Erde. Der Wandel vom Ökosystem- zum Biosphären-Menschen verlief früher meist widerwillig und gewaltsam, heute zunehmend freiwillig. Das Ideal eines verantwortungsbewussten „Naturmenschen“ hat zumindest in einigen Fällen zur Entwicklung nachhaltiger, lokaler Produktionsmethoden und Warenströme beigetragen, und die Förderung der traditionellen Subsistenzwirtschaften erhält oder stärkt das Verantwortungsgefühl der Menschen für ihre direkte Umwelt. Unter Ethnologen wird diskutiert, ob die „ökologische Weisheit der Naturvölker“, die auf traditionelle Weise direkt von ihrer unmittelbaren Umwelt leben, Realität oder Fiktion ist. Milton hält ideologische Debatten darüber für kontraproduktiv, denn bei der gegenwärtigen Lage der Menschheit sei es wichtig, die Frage wissenschaftlich fundiert zu klären: Wie das Ergebnis auch ausfiele, es werde wichtig für zukünftige Entscheidungen sein.

#### Indisches Modell

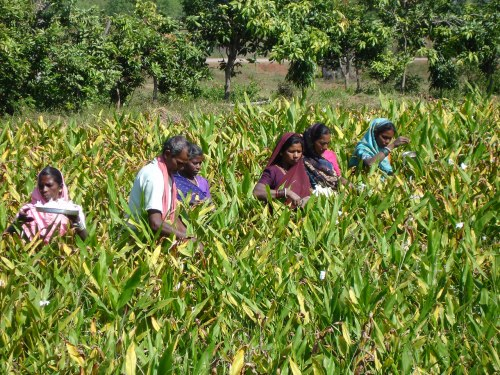
Die indischen Wissenschaftler Gadgil und Guha rechnen mehr als die Hälfte aller Inder zu den Ökosystem-Menschen

Die Vorstellungen von Natur und Umwelt, die sich Entwicklungspolitik und Wirtschaft machen, finden oft keine Entsprechung bei den Betroffenen. Ohne Kenntnis der Lebensweise, des traditionellen Wissens im Umgang mit natürlichen Ressourcen und der Weltanschauungen der Betroffenen fehlt jedoch allen Entwicklungskonzepten eine elementare Grundlage. In diesem Zusammenhang übernahmen der Ökologe Madhav Gadgil und der Historiker Ramachandra Guha 2004 Dasmanns Kategorie der Ökosystem-Menschen für ihr Buch Ecology and Equity: The Use and Abuse of Nature in Contemporary India (Ökologie und Gerechtigkeit: Nutzung und Missbrauch der Natur im modernen Indien). Zudem schufen sie die beiden Kategorien Ecological refugees (Ökologische Flüchtlinge) und Omnivores (Allesfresser, besser Allesverwerter).
- Nach dieser Definition gehören mehr als die Hälfte aller Inder zu den Ökosystem-Menschen: Das sind nicht nur die indigenen Adivasi, sondern die gesamte arme Landbevölkerung. Sie verfügen über sehr wenig Geld und sind vollkommen abhängig vom Klima und den eigenen Fähigkeiten, alle Grundbedürfnisse mit den eigenen Händen zu stillen.
- Ökologische Flüchtlinge sind jene Menschen, die aufgrund von Übernutzung und Zerstörung ihrer direkten Umwelt gezwungen sind, sich eine andere Subsistenzbasis zu suchen: als abhängige Landarbeiter, Straßenhändler oder Hausangestellte. Guha und Gadgil rechnen dazu etwa ein Drittel der indischen Bevölkerung.
- Allesverwerter schließlich bezeichnet das restliche Sechstel aller Inder, die Nutznießer der wirtschaftlichen Entwicklung wie reiche Grundbesitzer, Unternehmer, Akademiker und Politiker. Sie repräsentieren die Biosphären-Menschen des Modells von Dasmanns.

Die derzeitige Entwicklung in Indien führt zu einer zunehmenden Verringerung der Ressourcen zu Gunsten der Allesverwerter und zu Lasten der Ökosystem-Menschen, die dadurch mehr und mehr zu ökologischen Flüchtlingen werden, die überdies keine Möglichkeit haben, die Entwicklung aktiv zu beeinflussen. Diese bleiben zu ihrer Versorgung auf die Großfamilie angewiesen, was zu weiterem Bevölkerungswachstum führt. Die lebensnotwendigen Ökosysteme werden geschädigt; sowohl durch die Einführung neuer Technologien und Konsumprodukte zum Nutzen der Allesverwerter – ohne notwendige Umweltschutz- oder Sicherheitsstandards –, als auch durch Überweidung und Übernutzung der immer kleiner werdenden Landwirtschaftsflächen.

### „Naturvölker“, Nachhaltigkeit und Vorbildfunktion

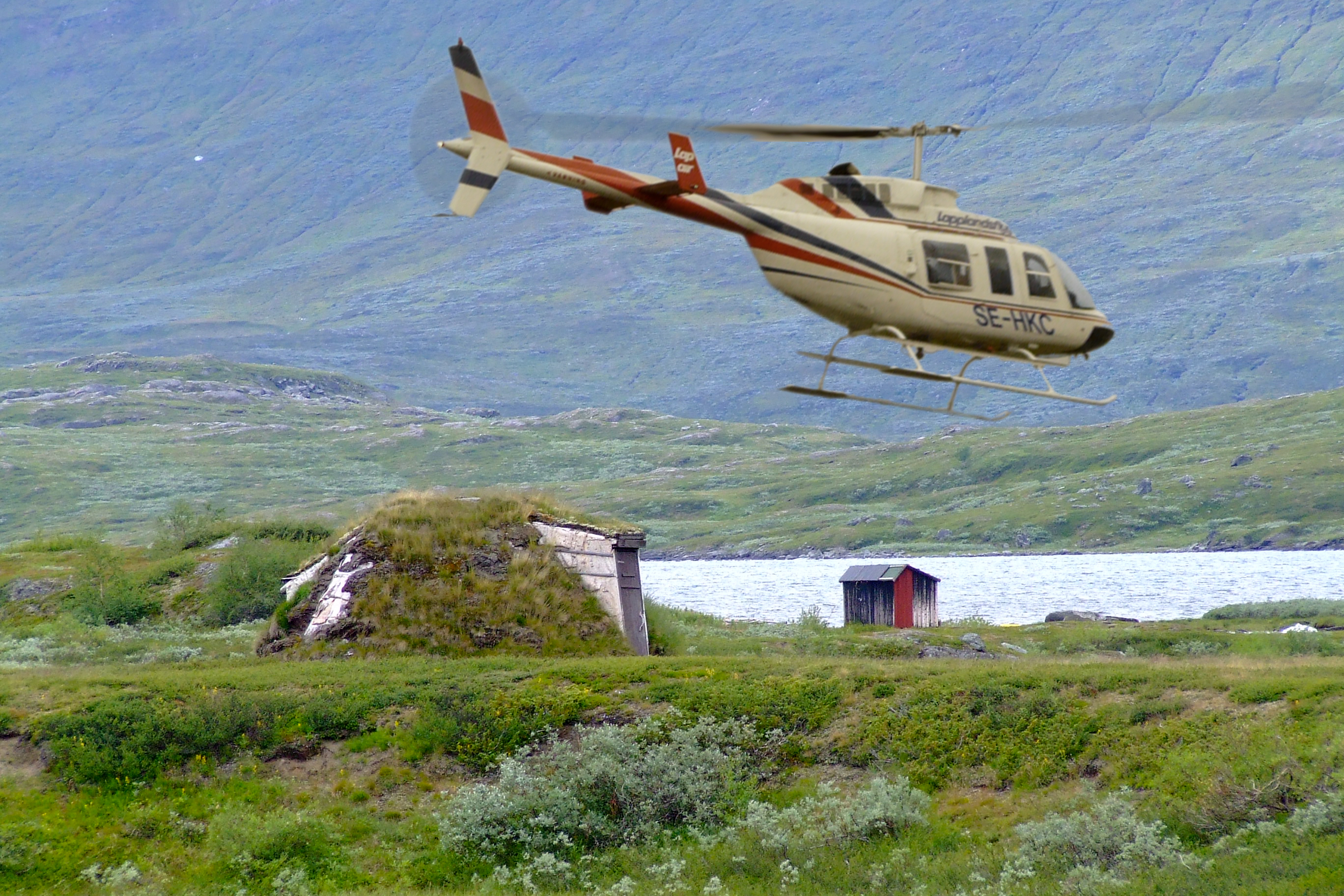
Ein Vergleich der Ressourceneffizienz moderner Hochtechnologie mit direkter Naturnutzung stellt den Versuch, die Bezeichnung „Naturvölker“ durch „Völker geringer Naturbeherrschung“ zu ersetzen, in Frage (Helikopter und traditionelle Torfkote in Lappland)

Einerseits legt die direkte, alltäglich erfahrbare Angewiesenheit auf eine intakte Umwelt und das etablierte Wissen über ökologische Zusammenhänge eine innige (chthonische) Verbundenheit mit der Erde nahe. Andererseits beweisen jedoch etliche Beispiele, dass auch chthonischen Ethnien von modernen Errungenschaften stark angezogen werden. Neue und offensichtlich wirksame Techniken und Verhaltensweisen üben auf Menschen seit je her eine große Faszination aus – selbst dann, wenn die herrschenden gesellschaftlichen Moralvorstellungen eigentlich die Bewahrung der überlieferten Lebensweise fordern. Der Psychologe Arnold Groh geht davon aus, dass ein unvermeidliches Unterlegenheitsgefühl indigener Kulturen beim Kontakt mit der modernen Industriegesellschaft praktisch kaum eine andere Entwicklung zulässt als die Übernahme der modernen Lebens- und Denkweisen „Europäische Verhaltens- u. Konsummuster etablieren sich in Afrika, Asien, Ozeanien – nicht aber umgekehrt.“ Die Faszination für die Vorteile technischer Neuerungen ist, neben Kolonialismus, Missionierung und Globalisierung, eine der Kräfte, die die Auflösung der traditionellen Lebensformen vorantreiben.
Die Ethnologin Martina Grimmig schreibt: „Schon ein flüchtiger Blick in die einschlägige Literatur offenbart, wie sehr sich in Kreisen der internationalen Umwelt- und Entwicklungspolitik der Gedanke etabliert hat, dass traditionelle Nutzungspraktiken und Wissensformen indigener Völker einen nützlichen Beitrag zum nachhaltigen Management ökologisch problematischer Zonen leisten können. […] Einige Erzählfiguren und Bilder des Indigenen tauchen in den Debatten der Tropenwaldzerstörung mit bemerkenswerter Regelmäßigkeit auf: Das Bild des leidenden Yanomami etwa, der einen stillen Überlebenskampf gegen Krankheit und ruchlose Goldgräber führt; oder der Topos des weisen amazonischen Waldökologen, mit dem Umweltgruppen, Wissenschaftler und Unternehmer gleichermaßen translokale und transnationale 'Partnerschaften' zum Schutz des Waldes und seiner biologischen Vielfalt auszuhandeln bestrebt sind; […]“
Seit dem letzten Drittel des 20. Jahrhunderts erlebt die Vorstellung vom Naturmenschen in Bezug auf Umweltthemen eine Wiederbelebung: Eingeborenen Gemeinschaften – hier auch häufig „Naturvölker“ genannt – werden traditionell nachhaltige Wirtschaftsweisen oder umfassende ökologische Kenntnisse (zum Teil auf eine besondere ethische Moral zurückgeführt) und eine entsprechende Vorbildfunktion nachgesagt.
Der britische Anthropologe Tim Ingold stellt den Unterschied von Natur und Kultur in Frage. Auch Jäger- und Sammlergesellschaften seien nicht „natürlich“, sondern eher könne man sagen, sie „bewohnen“ ihre Umgebung in der Interaktion mit Menschen und nicht-menschlichen Handelnden. In diesen Kommunikationen und Verbindungen ist „die reale Welt nicht mehr `Natur´[Anm.: als Objekt], sondern offenbart sich für uns als eine Umwelt für Menschen“. Ingold arbeitet dabei eine Vorbildfunktion des Weltzugangs der Jäger- und Sammlergesellschaften heraus: Er schlägt vor, „die Rangordnung umzukehren und der Führung der Jäger und Sammler zu folgen […]“ Er behauptet weiter, dass ihre Weise des Begreifens der Welt, „dass diese Ontologie des Bewohnens uns einen besseren Ansatz zum Verständnis der menschlichen Existenz liefert als ihre Alternative, die westliche Ontologie.“ Es sei besser, die Welt nicht als eine Sache der Konstruktion zu begreifen – sondern als aktive Interaktion; nicht als eine Sache des Bauens – sondern des Bewohnens; nicht als eine Sicht der Welt als Gegenstand – sondern als eine Sicht der Interaktion in der Welt.
Die von Rousseau postulierte, hauptsächlich sittliche Vorbildfunktion der prähistorischen Naturvölker findet in den Ansätzen Dasmanns, Miltons, Goldsmith´ und Ingolds eine Fortsetzung in einer ökologischen und philosophischen Ausrichtung. Sie ist weniger auf das konkrete Handeln heutiger lokaler Gemeinschaften zu beziehen, sondern vielmehr auf die altüberlieferte Rolle, die die Umwelt für diese Menschen vor dem Kontakt mit der Zivilisation spielte.

### Stereotype und Klischees

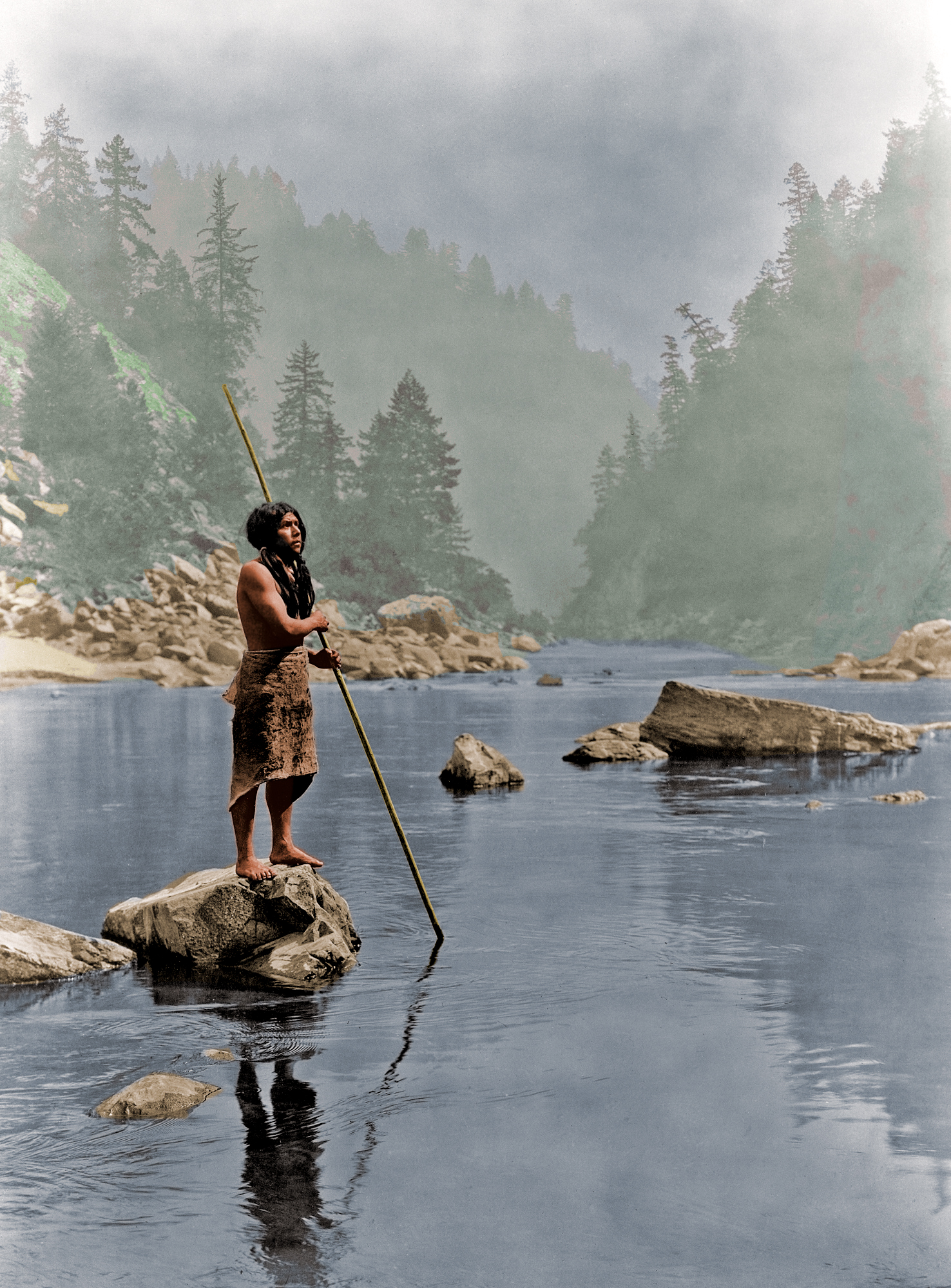
Romantische Bilder bedienen das Klischee vom paradiesischen Leben der sogenannten „Naturvölker“ („A smoky day at the Sugar Bowl“, Edward Curtis, 1923)

Heute wird der populäre Begriff bisweilen auch als idealisierendes Stereotyp abgelehnt, insbesondere bei der Verwendung durch verschiedene Nichtregierungsorganisationen. Man sieht darin eine Gleichsetzung mit dem romantisch verklärten Bild des „edlen Wilden“, einer Vorstellung aus der Zeit der Aufklärung, die vor allem mit Jean-Jacques Rousseau in Verbindung gebracht wird (siehe auch Naturzustand nach Rousseau). Demnach soll der Mensch von Geburt an gut und unverdorben sein. Wächst er als Angehöriger eines „Naturvolkes“ auf, bleibt dieser Zustand erhalten, während der Einfluss der Zivilisation die angebliche „Ur-Moral“ und das harmonische Leben zerstören soll. Die Kritik richtet sich vor allem gegen die Erzeugung solcher romantisierender Projektionen, die – häufig gefördert durch entsprechende Fotos – zu Stereotypen- und Klischeebildung führen können.

### Abgrenzung und aktuelle Begriffsdiskussion

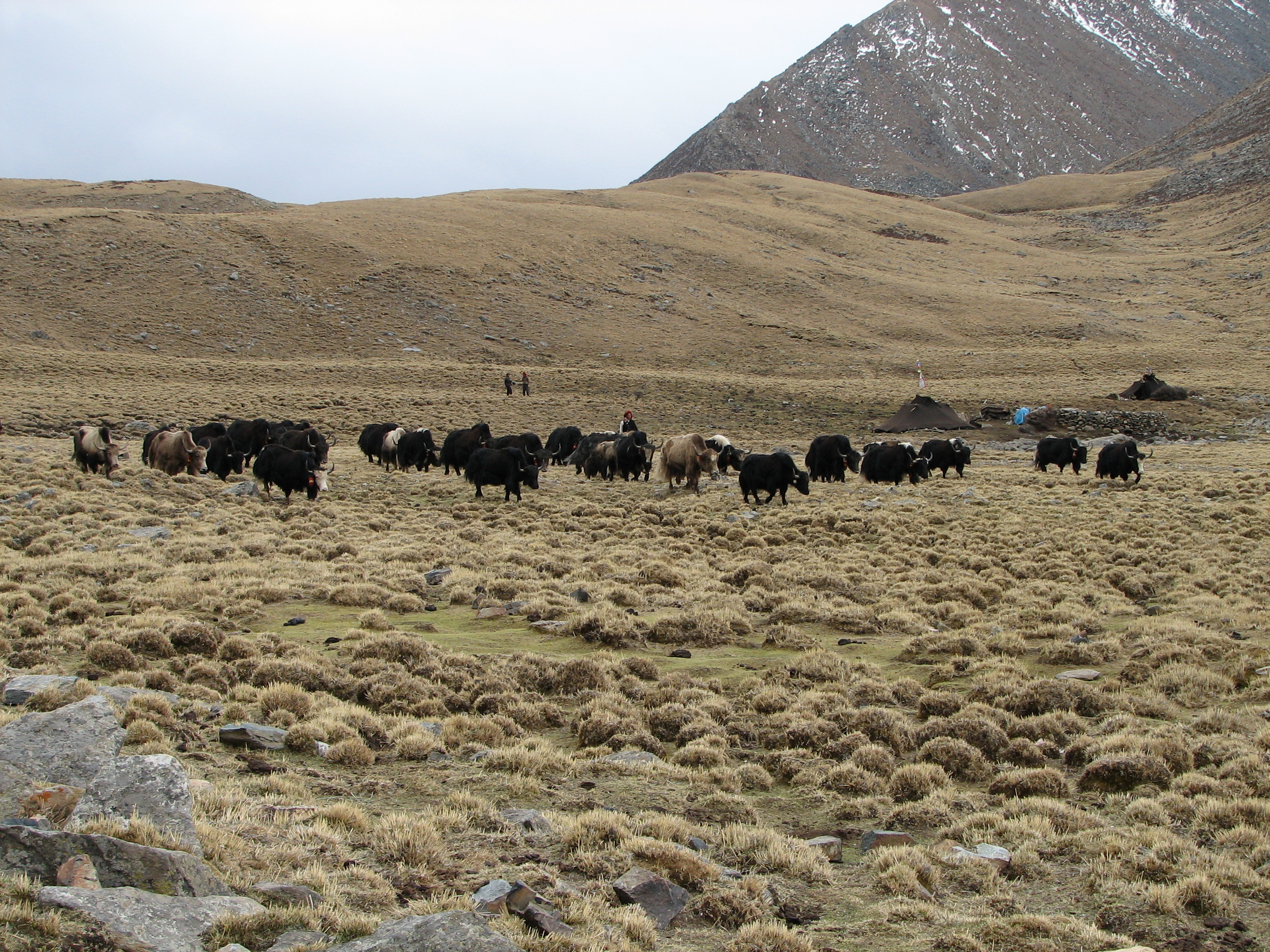
Selbst die extrem wenigen Nomaden Tibets haben in vielen Jahrhunderten das Aussehen der Landschaft beeinflusst. Ob man die Nomadensteppen deshalb bereits Kulturlandschaft nennen sollte, ist allerdings strittig.

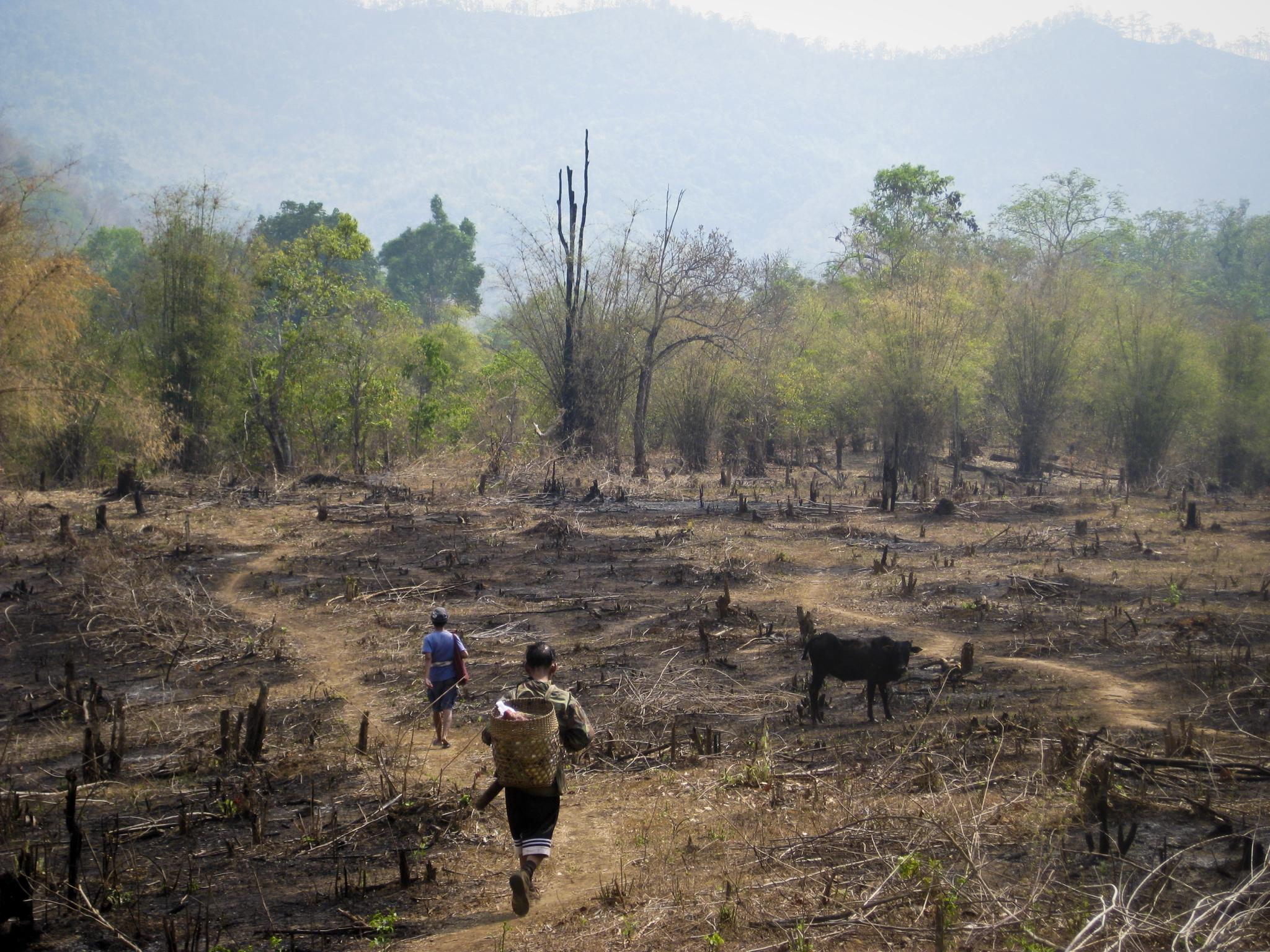
Verkürzte Brachezeiten und dichtere Besiedlung machen die vormals umweltverträgliche traditionelle Brandrodung in den tropischen Regenwäldern zum ökologischen Desaster

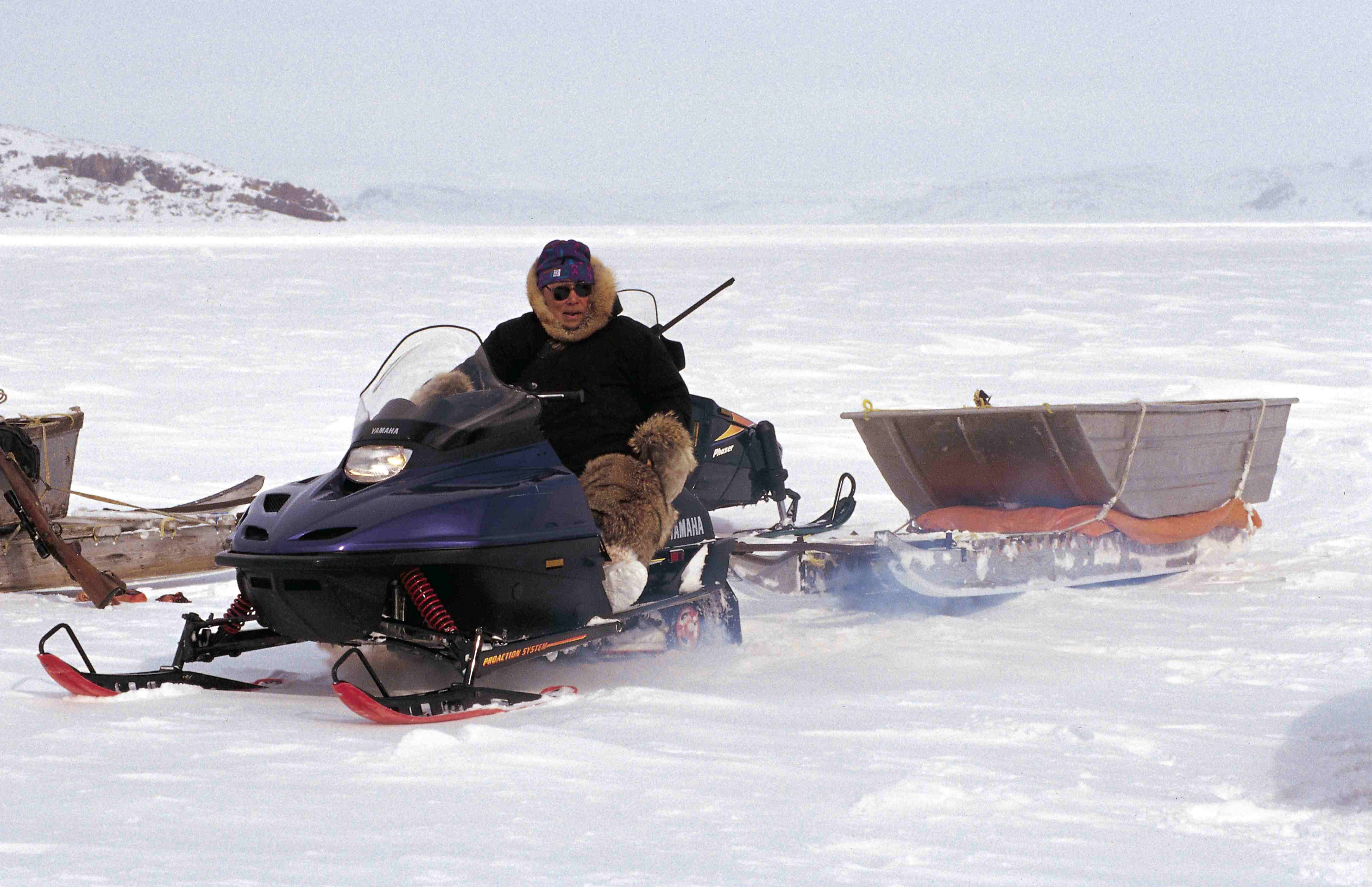
Die globale Erwärmung gefährdet die Lebensgrundlage vieler Menschengruppen, die bislang von einer direkten, traditionell angepassten Nutzung der natürlichen Ressourcen lebten. So hat der Rückgang des Polareises erhebliche negative Auswirkungen auf die Jagd der Eskimos.

In der Realität bestehen zumeist fließende und komplexe Übergänge zwischen Gesellschaften, so dass jegliche Klassifizierung problematisch ist. Wie die populäre Verwendung der Bezeichnung „Naturvölker“ gezeigt hat, ist eine Abgrenzung nach kulturellen Merkmalen besonders schwierig; insbesondere in einer Zeit, die von einer zunehmenden Verdichtung der globalen Sozialverflechtungen und einem enormen Kulturwandel gekennzeichnet ist. In diesem Zusammenhang ist auch der Wortbestandteil -volk zu sehen, der kleine Bevölkerungsgruppen, die heute schlechterdings als ganze Natur-„Völker“ bezeichnet werden, nicht korrekt erfasst.
Die aktuelle Diskussion um den populären Naturvolk-Begriff verweist nicht selten auf weitere begriffsphilosophische Streitpunkte, die mit den für das europäische Denken typischen Assoziationen für die beiden Kategorienbegriffe „Natur und Kultur“ in Verbindung stehen. So wird in diesem Zusammenhang von Vertretern des Kulturalismus der Begriff der „Naturlandschaft“ beanstandet: Da der Mensch als „Kulturwesen“ immer mehr oder weniger seine Umwelt gestalte, gäbe es keine Ethnie, die die Natur nicht in irgendeiner Weise beeinflusst hätte. Insofern seien grundsätzlich alle Lebensräume der Erde Kulturlandschaften. Nach dieser Logik kann es weder Natur-landschaften noch Natur-völker geben. Der Ethnologe Thomas Bargatzky argumentiert in diesem Kontext gegen die Vorstellung von „naturschützenden Naturvölkern“. Er behauptet, dass gerade die fehlende Distanz zur Natur es verhindere, über den Einfluss des Menschen auf seine Umwelt bewusst zu reflektieren. In diesem Sinne wäre „was hier wie Naturschutz aussehen mag, […] allenfalls unbeabsichtigte Folge bestimmter Handlungen mit anderer Absicht.“
Dass naturnahe Lebensumstände und Verhaltensweisen heute nur noch extrem selten anzutreffen sind, bestärkt die Kritiker, die betonen, dass es keine „universelle Öko-Moral“ naturnah lebender Menschengruppen gäbe, die als „esoterisches Geheimwissen“ von den sogenannten „Naturvölkern“ bewahrt würde. So macht beispielsweise eine drastische Erhöhung der Bevölkerungszahl eine vormals angepasste Wirtschaftsweise zu einem ökologischen Desaster oder der Wunsch nach Konsumgütern erfordert eine Überproduktion, die wiederum größere Anbauflächen erfordert usw. Allerdings gefährden auch die globale Umweltzerstörung und die Klimaerwärmung die Lebensgrundlage vieler Menschengruppen, die noch von einer direkten, traditionell angepassten Nutzung der natürlichen Ressourcen leben.
Die Abgrenzung sogenannter „Naturvölker“ erfolgt bisweilen auch über die angeblich primitive Technologie. Diese Vorstellung ist jedoch falsch: Rohstoffe und Energie stammen von nachwachsenden Ressourcen, die zumeist unmittelbar verfügbar sind und ihr Einsatz erfordert nur einen minimalen Energieaufwand. Auf diese Weise waren „vorindustrielle“ Kulturen über Jahrzehntausende überwiegend autark. Moderne Technologien setzen hingegen fast immer eine energieaufwändige Infrastruktur voraus. Entwicklungszusammenarbeit, mit der versucht wird, lokale Gemeinschaften durch die Einführung neuer Produktionsmethoden in marktwirtschaftliche Strukturen zu integrieren, machen deren Produktion zwar sicherer und effizienter, verringern jedoch auf der anderen Seite unweigerlich ihre wirtschaftliche Unabhängigkeit.
Unabhängig von der Frage, ob es Kulturen mit einem traditionellen ökologischen Bewusstsein gibt, wird subsistenzwirtschaftenden (zumeist traditionellen oder indigenen) Ethnien von der internationalen Staatengemeinschaft und Nichtregierungsorganisationen aufgrund ihrer naturschonenden Produktionsmethoden eine „traditionelle Nachhaltigkeit“ zuerkannt.

„Traditionelle Völker und Gemeinschaften […] sind die Gruppen, die bisher am wenigsten zur ökologischen und klimatischen Gefährdung des Planeten beigetragen haben. Sie haben eine große Zahl von Lebens- und Wirtschaftsweisen entwickelt, die an die jeweiligen Ökosysteme angepasst sind. Gleichzeitig sind es die Gruppen, die unter ökonomischen Erschließungsprojekten sowie ökologischen und klimatischen Veränderungen besonders zu leiden haben.“

Zur Vermeidung der Bezeichnung „Naturvölker“ wurden verschiedene neue Bezeichnungen geschaffen und definiert. Sie sind alle dem jeweiligen Gegenstand angepasst und weichen daher mehr oder weniger voneinander ab.

## Alternative Begriffe

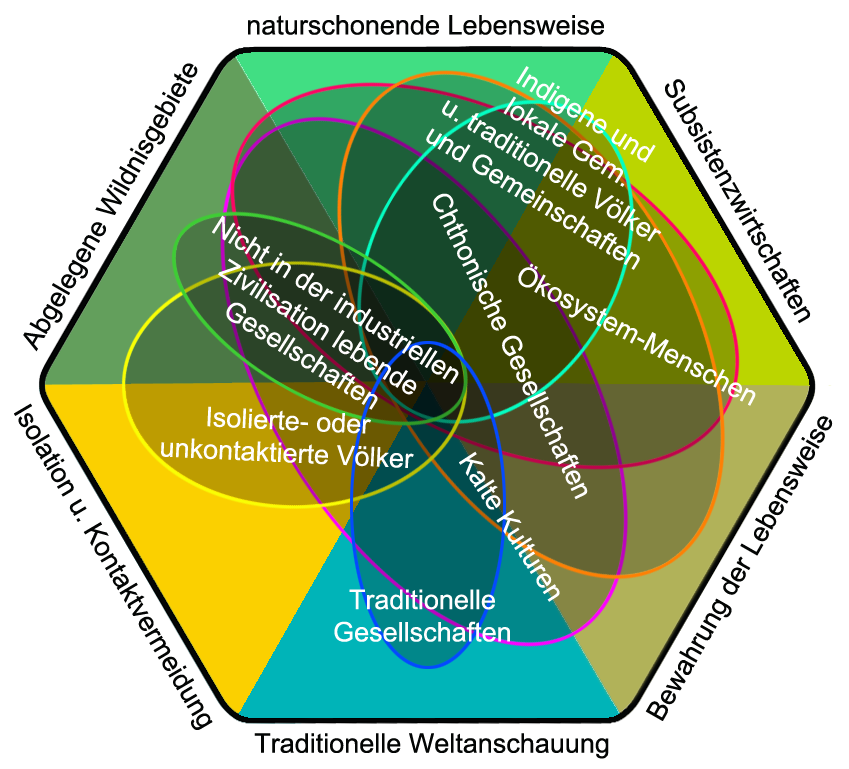
Veranschaulichung einiger Begriffe für nicht-industrialisierte Gesellschaften in Bezug auf sechs verschiedene Kriterien: Die Schwerpunkte liegen jeweils in unterschiedlichen Segmenten

Im Folgenden einige konkrete Begriffe für nicht-industrialisierte Gesellschaften ohne Bezug zu den problematischen Kategorienbegriffen „Natur“ oder „Volk“, die heute in den wissenschaftlichen Fachrichtungen Anthropologie, Ethnologie, Soziologie, Ökonomie oder Ökologie und von Menschenrechtsorganisationen verwendet werden:
- „Indigene und lokale Gemeinschaften mit traditionellen Wirtschaftsformen“

Bezeichnung in der Konvention über die biologische Vielfalt der Vereinten Nationen (UNCED). Damit werden Menschengruppen bezeichnet, deren überlieferte Lebensweisen als naturschonend und förderlich für die Biodiversität betrachtet werden. Das können indigene Gruppen, aber auch nicht-indigene „lokale Gemeinschaften“ sein, die eine subsistenzorientierte Lebensweise haben. Letztere sind z. B. die Quilombolas in Brasilien: Nachkommen ehemaliger afrikanischer Sklaven. Nahezu identisch ist auch die folgende Bezeichnung:
- „Traditionelle Völker und Gemeinschaften“

In Anlehnung an ein Dekret der Regierung Brasiliens verwendet der Soziologe Dieter Gawora (Universität Kassel: „Forschungsgruppe Traditionelle Völker und Gemeinschaften“) diese Bezeichnung für Menschengruppen, die an die jeweiligen Ökosysteme angepasste Lebens- und Wirtschaftsweisen entwickelt haben. Auch hierbei ist die Indigenität kein zwingendes Kriterium. Die Forschungsgruppe möchte mit ihrer Arbeit dazu beitragen, den Begriff auch international zu etablieren, da sie die Schaffung rechtlicher Rahmenbedingungen für den Schutz solcher „traditioneller Gemeinschaften“ – zusätzlich zu den bestehenden Übereinkünften für indigene Völker – für wichtig und notwendig hält.
- „Isolierte oder unkontaktierte Völker“

Menschengruppen, die gegenwärtig noch keine oder nur sehr geringfügige Kontakte mit der globalen Konsumgesellschaft hatten oder sie bewusst vermeiden.
- „Kalte Kulturen“

Von Claude Lévi-Strauss eingeführter Begriff für Kulturen, die aktiv bestrebt sind, ihre seit Generationen bewährten Sozialstrukturen und nachhaltigen Wirtschaftsweisen zu bewahren. Ihr mythisches Denken gilt als lebensnah und zweckdienlich, erdverbunden und ganzheitlich; subjektiv und animistisch. In eine ähnliche Richtung gehen die Analysen der funktionalistischen Ethnologie und Anthropologie, z. B. von Roy Rappaport, der am Beispiel der Papua die stabilisierende Rolle der Rituale für die Erhaltung des Gleichgewichts im Ökosystem und ihre die soziale Resilienz steigernde Wirkung beschrieb. Wie resilient „kalte Kulturen“ gegenüber schwerwiegenden Umweltveränderungen wirklich waren, ist freilich kaum dokumentiert.
- „Ursprüngliche, chthonische Gesellschaften“

Bezeichnung, die der Philosoph Edward Goldsmith in seinem „Ökologischen Manifest“ für erdverbundene Kulturen verwendete, die sich „die Weltsicht der Frühzeit bewahrt haben, als die Menschen überall wirklich wußten, wie man in Harmonie mit der Natur lebt.“ Ähnlich wie Lévi-Strauss oder Dasmann stellt Goldsmith diese Kulturen den staatenbildenden, marktwirtschaftlich orientierten und komplex vernetzten Gesellschaften gegenüber, deren Entwicklung von der Ideologie der Modernisierung bestimmt wird.
- „Traditionelle Gesellschaft“

Bezeichnung für Gruppen, deren Leben sich an altüberlieferten Traditionen orientiert. Klaus E. Müller bezeichnete so „Lager- und Dorfgemeinschaften in wild- und feldbeuterischen, agrarischen und hirtennomadischen Kulturen […], die zum Zeitpunkt ihrer Erforschung noch nicht oder nur kaum in Berührung mit den neuzeitlichen Industriezivilisationen gekommen waren. Ihr Leben verlief strikt im Rahmen der altüberlieferten Traditionen (daher der Terminus „traditionelle Gesellschaft“), die durch das Beispiel der Vorfahren (Ahnen) geheiligt und durch die Schöpfung sanktioniert waren und darum als unantastbar galten.“
- „Nicht in der industriellen Zivilisation lebende Gesellschaften“

Untergliederung der indigenen Völker durch das Institut für Ökologie und Aktions-Ethnologie

## Beispiele
1. ↑  Beispiele:

  - Wolfgang Reinhard (Hrsg.): Krumme Touren: Anthropologie kommunikativer Umwege. Böhlau Verlag, Wien 2007, S. 24.
  - Dieter Haller (Text), Bernd Rodekohr (Illustrationen): Dtv-Atlas Ethnologie. 2. Auflage. dtv, München 2010, S. 15.
  - Ditmar Brock: Leben in Gesellschaften: Von Den Ursprüngen Bis zu Den alten Hochkulturen. VS Verlag für Sozialwissenschaften GmbH, 2006, S. 210.
  - Bernhard Streck (Hrsg.): Wörterbuch der Ethnologie. 2. Auflage, Peter Hammer Verlag, Wuppertal 2000, ISBN 3-87294-857-1, S. 89, 137, 267, 275.
  - Gabriele Herzog-Schröder: Natur, Naturvolk und unsere Sehnsucht nach dem Ursprung. Politische Ökologie. In Politische Ökologie, 9. Jg., H. 24, 11/1991, S. 43–45.
2. ↑  Beispiele aus den Massenmedien für die Verwendung der Bezeichnung „Naturvölker“:
  - Film von Rudolf Kuzner (Regisseur): Die letzten Naturvölker unserer Erde - Die Yalimek auf Neuguinea. Rough Trade Distribution GmbH, Köln 2005.
  - Website des Vereines „Rettet die Naturvölker e. V.“.
  - Schlagwort „Naturvölker“ auf der Website von „planet-wissen.de“ der Rundfunksender WDR, SWR und BRalpha.
  - Artikel „Isolierte Naturvölker sind ständig auf der Flucht“ in „Die Welt“ online.
  - Artikel „Die Botschaften der Naturvölker“ (Memento vom 12. Juli 2011 im Internet Archive). P.M. Magazin online.
  - Artikel „Naturvölker. Das kostbare Wissen der Mütter“ (Memento des Originals vom 26. August 2014 im Internet Archive)  Info: Der Archivlink wurde automatisch eingesetzt und noch nicht geprüft. Bitte prüfe Original- und Archivlink gemäß Anleitung und entferne dann diesen Hinweis. greenpeace magazin 4.07.
3. ↑  Beispiele für Bücher über „Naturvölker“:

  - Buch von Peter Voß (Journalist): Naturvölker: Hidden beauties of Africa. Michael Imhof Verlag, 2014.
  - Buch von Göran Burenhult (Hrsg.): Illustrierte Geschichte der Menschheit, Naturvölker heute. Bechtermünz, 2000.
  - Buch von Rolf Bökemeier u. Michael Friedel: Naturvölker. Begegnungen mit Menschen, die es morgen nicht mehr gibt. Gruner & Jahr, 1991
  - Buch von Roland Garve u. Frank Nordhausen: Kirahé - Der weiße Fremde. Unterwegs zu den letzten Naturvölkern. Ch. Links Verlag, 2007
  - Eine Google-Suche nach „Naturvölker“ und „Naturvolk“ ergab am 7. September 2013 ungefähr 497.000 Ergebnisse.
  - Uni Leipzig: Wortschatz-Lexikon (Memento des Originals vom 13. September 2009 im Internet Archive)  Info: Der Archivlink wurde automatisch eingesetzt und noch nicht geprüft. Bitte prüfe Original- und Archivlink gemäß Anleitung und entferne dann diesen Hinweis. „Naturvölker“: Häufigkeitsklasse 17 (d. h. das Wort der ist ca. 2^17 mal häufiger als das gesuchte Wort). Zum Vergleich: „Indigene“ hat die Häufigkeitsklasse 16.